# Пелжанка
Пелжанка — небольшая река в России, протекает в Ивановской области. Устье реки находится по левому берегу реки Сухода. Исток находится у села Аньково Ильинского района. Длина незначительна. Не судоходна.
Имеет приток — реку Зобня (левый).